# Gijzeling in het Doebrovkatheater in Moskou in oktober 2002
De gijzeling in het Doebrovkatheater in Moskou begon op 23 oktober 2002. Op die dag drongen er tijdens de voorstelling Nord-Ost 40 bewapende Tsjetsjeense militanten het theater binnen en gijzelden 850 mensen. Zij eisten de terugtrekking van de Russische strijdkrachten uit Tsjetsjenië, die daar verwikkeld waren in de Tweede Tsjetsjeense Oorlog.
Na tweeënhalve dag (26 oktober 2002) drongen spetsnaz van het Russische leger (OSNAZ) het gebouw binnen en spoten een aerosolvorm van carfentanil (merknaam: Wildnil) en een soortgelijk middel (remifentanil) binnen via het ventilatiesysteem. Carfentanil is een zeer sterk opiaat (ongeveer tienduizend keer sterker dan morfine) en wordt gebruikt als anestheticum tijdens medische operaties. Er werd een te hoge dosis het theater binnengebracht, waardoor veel mensen in het gebouw overleden door ademdepressie.

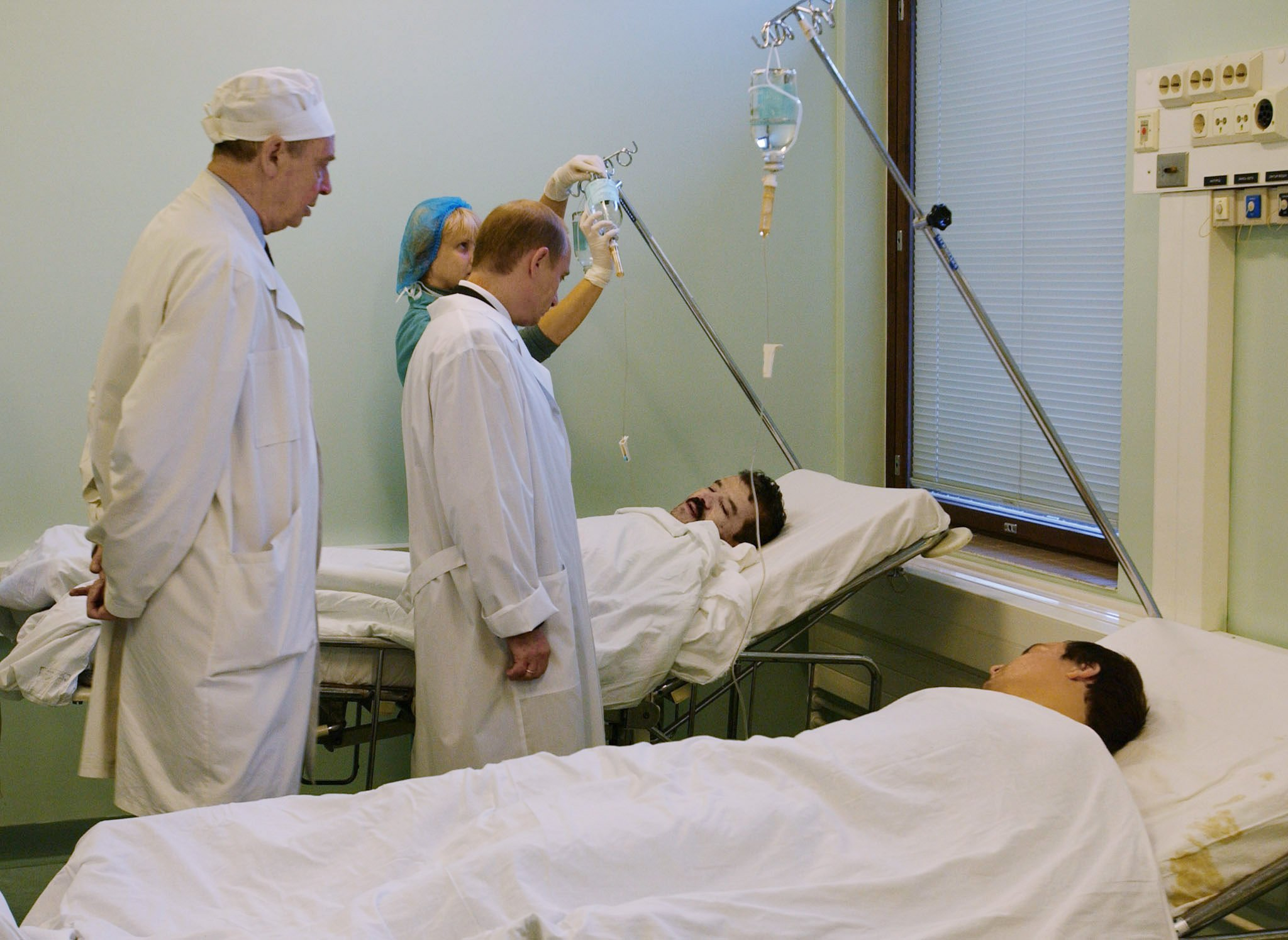
Vladimir Poetin op bezoek bij slachtoffers

De hulpverleners die het gebouw na deze actie binnengingen waren niet adequaat geïnformeerd over het gebruik van deze middelen, en hadden alleen de instructie meegekregen om opioïde antagonisten mee te nemen. Ze hadden uiteindelijk niet voldoende van het tegengif naloxon en naltrexon meegenomen en hadden niet genoeg middelen voor kunstmatige ventilatie bij zich, waarmee ze complicaties bij de slachtoffers hadden kunnen verminderen. Volgens officiële opgaven werden er 39 terroristen gedood en 129 gegijzelden; op een na alle gedode gijzelaars zijn overleden door ademhalingsproblemen en inademing van het aerosol met de opiaten.
Wanneer carfentanil en remifentanil werkelijk de enige gebruikte actieve bestanddelen zijn geweest, wat niet is bevestigd door het Russische leger, zouden de belangrijkste acute toxische effecten bij de slachtoffers ademstilstand door opiaten zijn. In dat geval zou beademing en behandeling met opioïde antagonisten levensreddend voor vele slachtoffers zijn geweest.